# The Composer
The Composer è un singolo del gruppo vocale femminile statunitense Diana Ross & The Supremes, pubblicato nel 1969 dalla Motown.
Il brano, inserito nell'album Let the Sunshine In, è stato scritto e prodotto da Smokey Robinson.

## Tracce
- 7"

1. The Composer
2. The Beginning of the End